# To the Devil a Daughter
To the Devil a Daughter (Brasil: Uma Filha para o Diabo) é um filme teuto-britânico de 1976, dos gêneros suspense e terror, dirigido por Peter Sykes para a Hammer Film Productions, com roteiro baseado no romance homônimo de Dennis Wheatley. 

## Sinopse
Em Londres, o nervoso Henry Beddows (Elliot) pede ao escritor ocultista americano John Verney (Widmark) que tome a custódia de sua filha Catherine (Nastassja Kinski), pois a moça corre o risco de ser sacrificada por uma seita satânica quando fizer 18 anos. Embora duvide disso, Verney hospeda Catherine em sua casa, chamando sua agente Anne Fountain (Blackman) e seu amante David (Valentine) para ajudá-lo na tarefa. Enquanto isso, padre Michael (Lee), o fundador da seita, chega a Londres e estabelece contato telepático com Catherine.

## Elenco
- Richard Widmark ..... John Verney
- Christopher Lee ..... pe. Michael Rayner
- Honor Blackman ..... Anna Fountain
- Denholm Elliott ..... Henry Beddows
- Michael Goodliffe ..... George De Grass
- Nastassja Kinski ..... Catherine Beddows
- Eva Maria Meineke ..... Eveline de Grass
- Anthony Valentine ..... David
- Derek Francis ..... bispo
- Constantine Gregory ..... Kollde